# Списак епизода серије Мој мали пони: Живот понија

Мој мали пони: Живот понија је ирско-америчка анимирана телевизијска серија заснована на франшизи Мој мали пони Hasbro-а. Премијера серије била је 21. јуна 2020. године на Treehouse TV-у у Канади и 7. новембра 2020. године на Discovery Family-у у Сједињеним Државама. Српска премијера серије била је 30. маја 2021. године на Minimax-у.

## Преглед серије
| Сезона | Сезона | Епизоде | Епизоде | Оригинално емитовање | Оригинално емитовање |
| Сезона | Сезона | Епизоде | Епизоде | Премијера            | Финале               |
| ------ | ------ | ------- | ------- | -------------------- | -------------------- |
|        | 1.     | 26      | 26      | 7. новембар 2020.    | 6. фебруар 2021.     |
|        | 2.     | 14      | 14      | 10. април 2021.      | 22. мај 2021.        |